# CNET
CNET, precedentemente reso graficamente come c|net, è un sito web che pubblica articoli, blog e podcast su tecnologia ed elettronica di consumo.

## Storia
Originariamente fondato nel 1994 da Halsey Minor e Shelby Bonnie, era il principale marchio della CNET Networks ed è diventato un marchio della CBS Interactive dopo l'acquisizione della CNET nel 2008.
Secondo il ranking di Alexa, al 1º novembre 2013, CNET è il 94º sito più visitato al mondo.
Il gruppo CNET è stato acquisito dalla Red Ventures nel 2020.